# Verein Feministische Wissenschaft Schweiz
FemWiss  – Verein Feministische Wissenschaft Schweiz ist eine unabhängige nationale Akteurin im Bereich Gleichstellungs- und Wissenschaftspolitik und setzt sich für die Anliegen der Frauen- und Geschlechterforschung (Gender Studies) an den Schweizer Hochschulen ein. 

## Gründung und Tätigkeiten
Der Verein wurde 1983 von Frauen aus dem tertiären Bildungsbereich gegründet, mit dem Ziel die feministische Wissenschaft an den Universitäten und Hochschulen zu etablieren. Gleichzeitig haben diese Frauen die Wissenschafts- und Forschungslandschaft Schweiz bewegt und ein Stück Frauenbewegungs- und Gleichstellungspolitik mitgeschrieben. 
Die Förderung der feministischen Wissenschaft im tertiären Bereich ist seither fortgeschritten. An fast allen Universitäten und Fachhochschulen in der Schweiz existieren mittlerweile entsprechende Studiengänge, Zentren für Gender Studies und Gleichstellungsfachstellen. Der Verein FemWiss war die erste feministische Organisation im Bereich der tertiären Bildung und der Zündfunke für die weitere Entwicklung der feministischen Wissenschaft und deren Institutionalisierung in der Schweiz.
Die Ziele gemäss Statuten sind:
- Förderung der feministischen Wissenschaft
- Förderung der Frauen- und Geschlechterstudien in Forschung und Lehre im tertiären Bildungsbereich der Schweiz ein
- Intervention im Interesse der Gleichstellung und der Förderung von Gender Studies in der Wissenschaftspolitik auf Bundesebene
- Netzwerk und Forum für eine kritische Auseinandersetzung mit Fragen feministischer Wissenschaft und der Geschlechterforschung generell

Der Verein organisiert regelmässig Veranstaltungen und veröffentlicht dreimal jährlich die Publikation FemInfo.